# Jagd nach Gerechtigkeit
Jagd nach Gerechtigkeit, Untertitel Das Tribunal von Den Haag, ist ein deutsch-kanadischer Fernsehfilm von Charles Binamé aus dem Jahr 2005. Der kanadische Aufführungstitel lautet Hunt for Justice. Der Film ist eine auf wahren Ereignissen basierende Geschichte über die Arbeit von Louise Arbour, die als Chefanklägerin des Internationalen Strafgerichtshofs für das ehemalige Jugoslawien in Den Haag unter anderem vor Ort selbst ermittelte.

## Handlung
Das Jahr 1996: Die kanadische Juristin Louise Arbour kommt als Chefanklägerin des Internationalen Strafgerichtshofs für das ehemalige Jugoslawien (ICTY) nach Den Haag. Sie erfährt unter anderem von Staatsanwalt Thomas Keller, dass in den vergangenen drei Jahren zwar 74 Anklagen durch das UN-Kriegsverbrechertribunal erhoben wurden, jedoch nur drei Verurteilungen erfolgten. Ein Grund dafür ist unter anderem, dass das Tribunal eher als Prestige-Einrichtung dient und vor allem die UNO-Generäle der verschiedenen Kontrollgebiete Verhaftungen von Kriegsverbrechern ablehnen, befürchten sie doch, so die desolate Lage in Jugoslawien zu verschärfen und einen neuen Krieg zu provozieren. Arbour kündigt auch aufgrund finanzieller Engpässe an, dass sich das ICTY stellvertretend für alle Gräuel des Krieges auf drei Verbrechen konzentrieren werde: Das Massaker von Srebrenica, das Lager Omarska (beides Bosnien) sowie das Massaker von Vukovar (Kroatien). Sie reist nach Vukovar, wo gerade ein neues Massengrab entdeckt wurde. Die Bilder erschüttern sie, es werden ungefähr 250 bis 300 verscharrte Leichen in dem Grab vermutet. Sie trifft zum ersten Mal auf den britischen Elitesoldaten Captain John Tanner, der ihr Mut macht. Zudem ist Übersetzer Pasko Odzak an ihrer Seite, der ihr im Dialog mit den Müttern der Opfer hilft. Er selbst ist bei der UN tätig, weil er hofft, so schneller Informationen über das Schicksal seiner vermissten Frau zu erhalten. Sie war im Lager Omarska gefangen, doch ist einigen Gefangenen die Flucht geglückt. Diese Hoffnung treibt ihn an.
In Sarajevo trifft Arbour auf die NATO-Generäle der verschiedenen Kontrollgebiete, die eine Kooperation mit dem Internationalen Strafgerichtshof verweigern. Sie werfen Arbour vor, sich einfach in der diffizilen Materie nicht auszukennen. Arbour erkennt, dass sie nicht auf die Generäle der einzelnen Zonen vertrauen kann. Von Tanner erhält sie Tipps, dass Slavko Dokmanović, Bürgermeister von Vukovar, gelegentlich neutrales Gebiet aufsuche, da er hier Immobilien besitzt. Zudem gibt er den Hinweis, wo sich Kriegsverbrecher Milan Kovačević, Arzt und Leiter des Lagers Omarska, aufhält. Um beide am Untertauchen zu hindern, lässt Arbour trotz Bedenken unter anderem von Thomas Keller zwei verdeckte Haftbefehle ausstellen. Beide Männer können verhaftet werden. Ihnen wird der Prozess gemacht, der zahlreiche Gräueltaten belegt und die Schuld beider Männer deutlich macht. Dokmanović begeht in seiner Zelle Selbstmord, während Kovačević kurz darauf an einem Arterienverschluss verstirbt. Arbour ist konsterniert und denkt ans Aufgeben, hat sie doch alles auf eine Karte gesetzt und fängt nun bei Null an. Es ist Pasko Odzak, der sie wieder aufbaut.
Bald erreichen Arbour Nachrichten von mehreren Massakern im Kosovo, deren Auftraggeber höchstwahrscheinlich Slobodan Milošević ist. An der Grenze zu Serbien wird Arbour, die sich vor Ort ein Bild der Lage machen will, im Januar 1999 aufgehalten. Sie ist sich nun sicher, dass das Tribunal von Den Haag erst sein Ende finden wird, wenn Slobodan Milošević der Prozess gemacht wurde. Pasko Odzak wiederum erfährt, dass seine Frau im Lager Omarska umgekommen ist. Sie wurde durch einen Ohrring identifiziert, dessen Gegenstück Pasko besitzt.
Die NATO startet ihren Luftkrieg über Serbien. Slobodan Milošević bietet der UN einen Handel an: Immunität gegen Waffenruhe. Arbour ahnt, dass die Generäle mit Slobodan Milošević verhandeln wollen. Es gelingt ihr, den britischen General Mortimer allein zu sprechen und er übersendet ihr einige Zeit später wortlos sämtliche britischen Akten aus neun Jahren Krieg in Jugoslawien. Die Auswertung reicht, um Slobodan Milošević wegen Verbrechen gegen die Menschlichkeit anzuklagen. Die Festnahme wird forciert, da er seine Flucht vorbereitet. Mit dem Haftbefehl gegen Slobodan Milošević wird ein Präzedenzfall geschaffen. Arbour verliest die Anklage am 27. Mai 1999 öffentlich. Anschließend geht sie mit Pasko Odzak am Strand entlang. Er wird die Stadt verlassen, schenkt Arbour jedoch die Ohrringe, die er und seine Frau besessen hatten. Slobodan Milošević wird 2001 verhaftet und 2002 angeklagt.

## Produktion
Jagd nach Gerechtigkeit wurde unter anderem in Montréal, 's-Gravenhage, Köln, Düsseldorf und Mönchengladbach gedreht. Arbour wirkte als Beraterin am Drehbuch mit. Der Film erlebte am 12. Juli 2005 auf arte seine deutsche Fernsehpremiere.

## Kritiken
Der Filmdienst nannte Jagd nach Gerechtigkeit ein „Biopic über eine engagierte Frau und ihre Ideale, das unter Mitwirkung der porträtierten Juristin zustande kam.“ Für die TV Spielfilm war es ein „packender Politthriller nach wahren Ereignissen“ und das „Porträt einer echten Friedenskämpferin“.

## Auszeichnungen
Bei den Gemini Awards erhielt der Film den Preis in der Kategorie Bester Fernsehfilm. Er war zudem in den Kategorien Bester Schnitt, Bester Ton und Bestes Drehbuch nominiert.